# Abu Dahbal al-Dzsumahi
Abu Dahbal Vahb ibn Zamaa al-Dzsumahi (arab betűkkel أبو دهبل وهب بن زمعة  الجمحي – Abū Dahbal Wahb ibn Zamaʿa al-Ǧumaḥī; Mekka, 640 körül – 715 után) arab költő, a 7. századi mekkai költészet egyik legjelesebb képviselője volt.
Mohamed próféta törzséhez, a Kurajshoz tartozott. Mekkában élt, és a második fitna során támogatta Abdalláh ibn az-Zubajr ellenkalifátusát.
Szerelmes verseit már kortársai is igen nagyra tartották, e verseket Átikához, I. Muávija kalifa leányához írta. A kalifa nem nézte jó szemmel a leányát kompromittáló kapcsolatot, és eltiltotta a leányt a költőtől. Egyes források szerint síita volt, de ez kétséges - fennmaradt ugyan néhány, a kerbelai mészárlást megörökítő költemény, amit neki tulajdonítanak, de ezek nem kerültek a dívánjába. Költészete gyengéd, elégikus hangulatú, egyes verseiben nyomokban beduin hatások is felfedezhetők. Számos kaszídája iszlám előtti témát dolgoz fel.